# J. Paul Getty Trust
A fundação J. Paul Getty Trust é uma das instituições de arte mais ricas do mundo, com uma estimativa de investidura em 2011, de 5,6 bilhões de dólares. Com a sua base em Los Angeles, Califórnia, funciona o Museu J. Paul Getty, que tem dois locais, o Getty Center, em Los Angeles, e o Getty Villa , em Pacific Palisades, distrito de Los Angeles, Califórnia. Seus outros programas são o Getty Foundation, a Getty Research Institute, e o Getty Conservation Institute.
Com uma população estimada em 1,6 milhões de visitantes por ano, a fidedignidade de um dos museus mais visitados nos Estados Unidos. A fundação também fornece subsídios e formação para outros museus e instituições culturais. A fundação tem uma biblioteca, um programa de publicações e bolsista do programa. A fundação de conservação do programa é dedicada a incentivar a prática de conservação através da criação e entrega do conhecimento. No entanto, desde 2008, a fundação reduziu o âmbito de suas atividades, em resposta aos desafios financeiros.

## História
O Museu J. Paul Getty Trust foi estabelecido em 1953 por J. Paul Getty que era um empresário do petróleo. Getty fundou a Getty Oil Company, e em 1957 a revista Fortune nomeou-o mais rico Americano. Na sua morte, ele foi no valor de mais de US$ 2 bilhões. Getty morreu em 1976 e deixou a maior parte de seus bens, incluindo cerca de US$ 660 milhões de ações da Getty Oil, para o Museu J. Paul Getty Trust. Conflitos legais sobre a vontade levou anos para se resolverem, mas, em 1982, a fundação recebia finalmente de Getty o total de doadores testamentários. Em 1982 a fundação começou a adicionar uma série de novos programas, em fevereiro de 1983, ele pediu ao tribunal para mudar o nome para the J. Paul Getty Trust.
Em 1997, Barry Munitz foi nomeado presidente e CEO da relação de fundação. Ele começou a trabalhar em janeiro de 1998, sucedendo Harold M. Williams, o primeiro presidente da Getty Trust, que supervisionou a construção do US$ 1 bilhão Getty Center, projetado pelo arquiteto Richard Meier. Com uma doação de US$ 4,2 bilhões, o Getty Trust é a mais rica instituição de arte do mundo. No início de seu mandato, Munitz começa a reorganização da Getty Trust, o fechamento de duas da instituição, seis programas—o Getty Informações do Instituto e o Getty Instituto de Educação. Para lidar com o longo prazo, problemas financeiros, ele procurou cultivar relações com os doadores e parceiros corporativos. Sua liderança tornou-se cada vez mais controversa como o Getty Trust foi envolvido em inúmeras controvérsias relativas à proveniência de diversas antiguidades no coleções de Getty do Museu e Munitz e a conta de despesas. No meio de uma investigação pelo Procurador Geral da Califórnia, Munitz renunciou em 2006 e foi forçado a "renunciar a sua cessação de funções de um pacote de mais de US$ 2 milhões, e reembolsar o Getty Trust para US$ 250 000 depois de supostas irregularidades incluindo um generosa conta de despesas de gastos".
Em 4 de dezembro de 2006, a fundação anunciou a contratação do historiador de arte James N. de Madeira, o ex-Diretor do Instituto de Arte de Chicago, como o novo presidente e CEO da fundação, substituindo Barry Munitz, que foi forçado a demitir-se, no início do ano. Em 2009, depois de uma queda substancial no património fiduciário, fundos cortados, cerca de 100 funcionários da fundação de várias operações, a maioria no museu Getty. A taxa para estacionamento no museu e o Getty Villa foram levantadas por 50% $15. de Madeira morreu de repente, de causas naturais no dia 12 de junho, 2010. Em Maio de 2011, James Amiet, diretor do Instituto de Arte de Chicago, foi nomeado presidente e executivo-chefe da Getty Trust, para assumir o cargo, em agosto.

## Programas
O Museu J. Paul Getty é um museu de arte. Ele tem dois locais, um no Getty Center, em Los Angeles, Califórnia, e um no Getty Villa , em Pacific Palisades, Los Angeles, Califórnia. O museu do Getty Center contém "a arte Ocidental desde a Idade Média até o presente;" sua estimativa de 1,3 milhões de visitantes anualmente, o torna um dos museus mais visitados nos Estados Unidos. O museu Getty Villa contém arte da "antiga Grécia, Roma, e da Etrúria". O museu começou como J. Paul Getty, pessoal colecção de arte.
A Getty Foundation foi originalmente chamado de "Getty Programa de Subsídio", que começou em 1984, sob a direção de Deborah Marrow. O J. Paul Getty Trust pode gastar até 0,75% da sua dotação em donativos e subsídios; por volta de 1990, o Getty Programa de Subsídio (em seguida, com sede em Santa Monica) tinha feito 530 subsídios, totalizando US$ 20 milhões para "historiadores da arte, curadores e museus de arte em 18 países". Por exemplo, um subsídio da fundação financiou a restauração do Cosmati Pavimento no andar da Abadia de Westminster. Por muitos anos, a fundação realizou o Getty Instituto de Liderança (GLI). Os principais GLI programa é o Museu do Instituto de Liderança (MLI), anteriormente conhecido como o Museu do Instituto de Gestão, que "tem servido cerca de 1 000 profissionais de museus dos Estados Unidos e em 30 países em todo o mundo". no Entanto, em vigor em 2 de janeiro 2010, o GLI foi transferido para o Claremont Graduate University, em Claremont, Califórnia, e foi renomeado para "The Getty Instituto de Liderança na Claremont Graduate University".
A Getty Research Institute (GRI), localizada no Getty Center, em Los Angeles, Califórnia, é "dedicada a promover o conhecimento e o avanço da compreensão das artes visuais". A GRI mantém uma biblioteca de pesquisa, organiza exposições e outros eventos, patrocinadores residencial programa de estudiosos, publica livros, e mantém bancos de dados eletrônicos, incluindo um serviço de Web semântica. A GRI foi originalmente chamado de "o Getty Center para a História da Arte e as Humanidades", e foi concebido como início de 1983. Entre outras participações, GRI biblioteca de pesquisa contém cerca de 900 000 volumes de livros, periódicos e catálogos de leilões; coleções especiais; e de dois milhões de fotografias de arte e arquitetura. A biblioteca também inclui a fundação do "Institucional Archives" que documentam as atividades da fundação de vários programas.
O Getty Conservation Institute (GCI), localizado em Los Angeles, Califórnia, está sediada no Getty Center mas também tem instalações o Getty Villa, e entrou em operação em 1985. O GCI é uma entidade privada internacional de pesquisa instituição que se dedica ao avanço da prática da conservação, através da criação e entrega do conhecimento.  "Serve a comunidade de conservação, através de pesquisa científica, a educação e a formação, o modelo de campo de projetos, e a divulgação dos resultados do seu próprio trabalho e o trabalho dos outros no campo" e "adere aos princípios que orientam o trabalho da Getty Trust: serviço de filantropia, do ensino e do acesso". GCI tem atividades tanto em arte-conservação e conservação arquitetónica. GCI os cientistas a estudar a deterioração dos objetos e edifícios, e como prevenir ou evitar a deterioração. GCI também foi envolvido com programas de educação a longo prazo, tais como a criação de um programa de mestrado em património Arqueológico e Etnográfico de Conservação, em colaboração com a Universidade da Califórnia, em Los Angeles.
A partir de 1983 a junho de 1999, a fundação executou o Getty Information Institute (IDG), que buscou coletar informações eletrônicas para servir a instituição de herança cultural e pesquisadores. Em conjunto com o American Council of learned Societies GII procurou construir uma ampla coalizão de organizações sem fins lucrativos para estabelecer uma Iniciativa Nacional para uma Rede de Patrimônio Cultural. Com a dissolução da GII, suas bases de dados foram transferidos para o Getty Research Institute.

## Governança
A relação de fundação foi estabelecida por uma relação da Escritura da Fundação datada de 2 de dezembro de 1953, que criou uma Califórnia charitable trust foi "a difusão de manifestações artísticas e conhecimentos gerais." A relação de fundação é regido por um de 13 membros do conselho de curadores. Os curadores são eleitos para mandatos de quatro anos, com um limite máximo de três termos. O conselho é a auto perpetuar-se com o conselho de administração eleger ou re-eleger o conselho de curadores. O conselho tem uma reunião anual, em Maio ou junho de cada ano. Embora o conselho de administração realiza a maioria de seu trabalho por meio de comitês, uma série de decisões importantes são reservados para toda a diretoria, incluindo a aprovação de qualquer arte de aquisição, que custa mais de US$ 1 milhão.
Em 2 de outubro de 2006, o Procurador Geral da Califórnia emitiu um relatório na sequência de uma investigação da fundação e de suas operações. No encerramento da investigação de um monitor independente foi contratado para garantir uma boa governação e despesas da fundação. Em 7 de Maio de 2008, o Procurador-Geral encerrou o processo de monitoramento.
A relação da fundação foi ferida pela crise econômica seguintes 2007 e reduziu seu orçamento anual de 14%. Em 2007, a fundação que tinha de US$ 6,4 bilhões em investidura, mas este valor caiu para US$ 4,5 bilhões em 2009. Em 2009, a confiança tinha US$ 300 milhões em despesas para baixo a partir de US$ 349 milhões em 2008. Por exemplo, GRI co-produziu o Avery Índice Arquitetônico Periódicos com o Avery de arquitetura e Belas Artes, a Biblioteca, mas transferido que a actividade para a Universidade Columbia, em 1 de julho de 2009.
Com a recuperação do pós-recessão da economia, a fundação aumentou para US$ 6,7 bilhões até 2014.

## Medalha J. Paul Getty
A medalha J. Paul Getty Medalha criada em 2013 pelos Curadores do J. Paul Getty Trust para honra contribuições extraordinárias para a prática, a compreensão e o apoio às artes.
Os primeiros destinatários da Medalha Getty, que foi entregue em dezembro de 2013, foram Harold M. Williams e Nancy Englander, que foram homenageados por sua liderança na criação da Getty como existe hoje. Em novembro de 2014, a Getty Medalha foi apresentado para Jacob Rothschild, 4º Barão de Rothschild, um voluntário líder cultural conhecida por sua dedicação à conservação públicas e interpretação de Waddesdon Manor.
Em setembro de 2015, a Medalha Getty, foi premiada ao arquiteto Frank Gehry, que construiu uma carreira de arquiteto ao longo de cinco décadas e produzido edifícios públicos e privados na América, Europa e Ásia. Seu trabalho ganhou Mr. Gehry vários dos mais importantes prémios de arquitetura de campo, incluindo o Prêmio Pritzker de Arquitetura.
A medalha Getty de 2016 foi concedida para o músico Yo-Yo Ma e, postumamente, a artista Ellsworth Kelly em um jantar comemorativo, em outubro. Além de seu feito carreira como mestre violoncelista, Ma fundou o Silk Road Ensemble e as sem fins lucrativos Silkroad para promover a criação de nova música, cross-cultural de parcerias, programas de educação e interdisciplinar colaborações para criar uma mudança significativa na intersecção das artes, educação e negócios. Pintora e escultora Ellsworth Kelly tem apoiado a conservação de locais históricos e de arte contemporânea em museus e património na U. S. e em todo o mundo, bem como a preservação do ambiente natural, através de Ellsworth Kelly Fundação.